# 전태열
전태열(錢太悅, 1972년 2월 23일 ~ )은 대한민국의 성우로, 1998년 교육방송 성우극회 공채 17기로 입사했다.

## 주요 활동작

### 애니메이션(EBS)
- 개구쟁이 형제 픽스와 팍시 - 삼촌
- 곤 - 두디/마콩/키노/밥캣/오프
- 곰돌이와 비키의 모험 - 실리
- 공룡탐험대 고고다이노 - 핑
- 구두신고 꼬까꼬까
- 엄마 찾아 삼천리 - 라몬 메키네츠, 마누엘, 지로티
- 그리스 로마 신화 전설의 수호자들 - 벨레로폰
- 기사 제인과 말썽꾸러기 용 - 아이반
- 기사 피핀의 천한 가지 모험 - 마커스
- 꼬마기사 마이크
- 꼬마돼지 프레스톤 - 심통
- 마법버스 타요 - 그레이
- 꼬마음악가 모차르트
- 꿈을 찍는 이안 - 코리
- 놀이터 구조대, 뽀잉 - 뽀잉
- 늘코의 참 큰 세상 - 웩
- 달려라 카카 - 드리프터
- 도와줘요! 코알라 형제 - 아치
- 돌려라! 시간 나침반
- 포텐독 - 개롱, 민규(시즌1)
- 뚝딱뚝딱 밥 아저씨 - 씽씽이
- 레인보우 버블젬 - 프리클, 스니빌
- 레카 - 킬로만 / 알렉산드라 / 멜리사 / 쿠디왕 / 가루다
- 로보카 폴리 - 트리노, 틴틴
- 로보카 폴리, 엠버와 함께하는 생활안전 이야기 - 트리노
- 로켓보이 - 벡터
- 루시의 꿈나라 이야기 - 보리스 / 토미 / 레지널드
- 리아의 수학놀이 - 쫄이
- 리틀 피플 - 조 / 패트릭
- 마녀들이 사는 법 - 트라팔가 선생
- 마법의 책과 역사 탐험대
- 마야의 모험 - 어니 / 대장개미
- 막내둥이 또또 - 부터사라
- 말썽꾸러기 띠떼프 - 에르베
- 매기와 환상의 나라로 - 아치 / 네들리 / 뱀 / 젤리2
- 머털도사 - 고수
- 모피와 친구들 - 모우
- 몬스터 트럭 메테오 - 땡기
- 못 말리는 쌍둥이 - 아빠
- 미라큘러스: 레이디버그와 블랙캣 - 플랙, 막스 칸테, 네비게이션
- 미술탐험대 - 토토
- 미스 스파이더와 개구쟁이들 - 스팅키
- 미운오리 새끼 페오
- 뱅글뱅글타임루프 (투니버스) - 테오
- 바오밥섬의 파오파오 - 레오
- 베르사이유의 장미 - 오를레앙
- 베리 배리 크리스마스 - 데셔
- 변신로봇5 - 코모도
- 병뚜껑 빌
- 블랑쉬와 숲 속 친구들
- 빈이랑 와리 - 아빠
- 빛의 전사 레나 - 벡터
- 빨강머리 앤 - 드라이어드
- 산타마을 친구들 - 발보
- 샐러리맨 딜버트 - 캣버트 / 랫버트
- 샘샘은 꼬마 슈퍼맨 - 알콩
- 생쥐의 세계여행 - 요세프
- 세계명작동화 - '보물섬'편 비스킷, 핸즈 / '구두장이 한스와 요정 친구들'편 요정 고르곤졸라 / '노아의 방주'편 / '헤라클레스'편 버질 / '엄지공주'편 블루벨 요정 / '걸리버 여행기'편 / '왕자와 거지'편 옥새, 신부
- 소피는 말썽꾸러기 - 어른 폴
- 숲 속 대장 룰루 - 휴고
- 슈퍼와이 - 잭
- 스쿨랜드 - 몰라왕
- 스타게이트 - 파칼 / 마덱 / 토케시 / 노대 / 힐롯 / 따비
- 신나는 고양이 식당 - 보조요리사 씽씽
- 신나는 사이버 수학세상 - 딜딜이
- 심슨 가족 - 아푸
- 아기공룡 버디 - 차장
- 아기호랑이 호비
- 악동클럽 - 파이
- 안녕! 루퍼트 - 등대지기
- 안녕! 오스월드 - 레오
- 안젤리나 발레리나 - 아빠
- 얼룩송아지 코니
- 엘리의 야생탐험 - 셰인
- 오스카 음악대 - 루시어스
- 올란도 영웅전 - 도둑
- 요술쟁이 지니아저씨 - 콘래드
- 요절복통 탈리스의 모험 - 딕
- 용감한 소방차 레이 - 파이탄
- 와글와글 친구들 - 간지럼씨, 꽈당씨
- 우당탕탕 아이쿠 - 아이쿠
- 우리는 긴급구조대 - 점피
- 우리는 쌍둥이 - 의사
- 워드 월드 - 앤트
- 워터십 다운의 토끼들 - 댄디 / 버베인
- 은하축구 챔피언 - 트란
- 이너레인저 - 게이라
- 이상한 나라의 지니
- 잠의 요정 나일러스
- 접속 트윕시 - 앨버트
- 정글 북 - 바기라
- 미니특공대 - 새미
- 출동! 소방관 샘 - 앨비스
- 출동! 슈퍼윙스 - 재롬, 샘, 션입, 수잔나 삼촌, 툭툭, 로키, 골든보이
- 칙칙폭폭 처킹턴 - 모건
- 캣피시 블루스 - 보이드
- 키리쿠와 마녀 - 부하
- 투모야 친구들 - 4B깡
- 트리푸톰 - 트위그
- 트랜스포머 프라임 - 스모그 스크린
- 피터 팬 - 다간
- 하얀 물개 - 소년
- 행복한 퍼시 아저씨
- 한국사 시간여행 - 장대한
- 미라큘러스: 레이디버그와 블랙캣 - 플랙, 막스, 이반
- 플라워링 하트 - M체스
- 너티너츠 - 프레드
- 피피루 안전특공대 (EBS) - 파란 코
- 브레드이발소시즌3 - 드라큘라
- 브레드이발소시즌4 - 감자튀김
- 토마스와 친구들 - 헨리, 고든, 더글라스, 디젤, 시드니, 다트, 몬티, 찰리, 히로(시즌13 ~ 15), 렉스, 백작, 에이스, 더스티, 크랭키, 스티븐
- 메탈카드봇S 강철의 귀환 - 레드블리츠

### 애니메이션(KBS)
- 코드네임 X - 시카우터 9
- 놓지마 정신줄 (애니메이션) - 정신
- 꾸루꾸루와 친구들 (KBS) - 쿠리
- 인앱 (애니작 ANYZAC) - 로빈
- 모험왕 장보고 - 정연 / 김우징
- 놓지마 정신줄 (KBS) - 정신
- 또봇 V (KBS) - 미니, R
  - 또봇 V 2기 (KBS) - 실버호크
- 뛰뛰빵빵 구조대 (KBS) - 톡톡
- 로봇 찌빠 (KBS) - 찌빠
- 매직키드 마수리 (KBS)
- 아스타를 향해 차구차구 (KBS) - 다보
- 아프리카 마법여행 (KBS) - 코끼리남 / 사자
- 알록달록 크레용 (KBS) - 시드 / 해설
- 오후의 초록가방 (KBS) - 스마일 박사 / 봉봉
- 용이가 간다 (KBS) - 소대장 / 순사1
- 유후와 친구들 (KBS)
- 천하무적 크래쉬 비드맨 (KBS) - 칼마
- 캐치! 티니핑 - 떠벌핑
- 호기심대장 삐악이 (KBS) - 꽥꽥이
- 피들리 팜 (EBS) - 대니
- 시노스톤 (KBS1) - 앙드레
- 터닝메카드 (KBS) - 무간, 크로키
- 터닝메카드 W (KBS) - 무간, 크로키, 트렘
- 좀비덤 - 좀빌
- 부탁해요! 포코타 이장님 - 베투, 조지

### 애니메이션(타방송사)
- 개구쟁이 스머프 (니켈로디언) - 허영이 스머프
- 건담 0083 스타더스트 메모리 (애니박스) - 키스
  - 건담 0083 지온의 잔광 (애니박스) - 키스
- 건퍼레이드 오케스트라 (애니맥스) - 코지마
- 겁쟁이 다람쥐 토토리 (애니맥스) - 로자리
- 구름의 저편 - 약속의 장소 (애니박스) - 타쿠야
- 극강 매직스워드 (카툰네트워크) - 좀비 호박 매직스워드
- 나루토 질풍전 (투니) - 사소리 (본체)
- 내일은 축구왕 (애니맥스)
- 냉장고 나라 코코몽 (투니버스) - 세균킹
- 네모바지 스폰지밥 (니켈로디언) - 스폰지밥
- 던전 앤 드래곤 (챔프) - 프레스토
- 돌아온 형사 가제트 (챔프)
- 드림킥스 (SBS)
- 디지몬 세이버즈 (대원방송) - 가오몬, 가오가몬, 마하가오가몬, 미라쥬가오가몬
- 디지몬 크로스워즈 (대원방송) - 스팅몬
- 디지몬 고스트 게임 (재능TV) - 보코몬
- 마법소녀 아르스 (애니맥스)
- 메이저 2기·3기 (투니버스) - 고우진 / 박태원
- 모레의 방향 (애니맥스) - 테츠
- 명탐정 코난 (투니버스) 시즌7 - 어린 브라운박사 / 홍지석
- 못말리는 비버형제 (재능TV) - 노버트
- 미호 이야기 (투니버스) - 봉구
- 뱀부 블레이드 (애니맥스) - 유지
- 보글보글 스폰지밥 (니켈로디언) - 스폰지밥/해설
- 부릉! 부릉! 브루미즈 (재능TV) - 토미, 라이오넬, 버스터, 제브로스키, 랄프, 제이크 존스
- 뿡야뿡야 왕바우 (애니원) - 송기찬 / 붉은 회오리
- 소녀왕국 표류기 (애니맥스) - 캔터키
- 솔티레이 (애니맥스) - 앤디
- 수신연무 (애니맥스) - 태와제
- 스캔2고 (SBS) - 안타레스
- 스쿨럼블 (챔프)
  - 스쿨럼블 OVA 1학기 보충수업 (애니원) - 후유키 타케이치 / 해리 매켄지
- 스트라토스4 (애니맥스)
- 베베데빌 (투니버스)
- 썬더 일레븐 (투니버스, 재능TV) - 신귀도 / 피디오 아르데나
  - 극장판 썬더일레븐 GO VS 골판지 전사 W - 신귀도
- 아기공룡 둘리 (SBS) - 통신판매원 / 미니길동
- 아이 엠 스타 (투니버스) - 포비
- 아이들의 장난감 (애니원) - 마리 아빠
- 아이즈 (애니박스) - 세토
  - 아이즈 퓨어 (애니박스) - 세토
  - From 아이즈 OVA (애니박스) - 세토
- 알쏭달쏭 빅터 (SBS) - 아빠 / 루티
- 앤디의 장난일기 (챔프) - 앤디
- 오소마츠 6쌍둥이 - 이야미
- 유희왕(챔프) - 아멜다
- 제로의 사역마 (애니맥스) - 델프링거
- 채운국 이야기 (애니맥스) - 두영월
- 천지무용 in LOVE 2 (애니박스) - 점장
- 코지 코지 (애니맥스) - 만물 할아버지
- 토리코 (카툰네트워크) - 제브라 / 다케
- 파워배틀 와치카 (MBC) - 로이, 총수
- 판도라 하츠 (애니박스) - 쟈크시즈 브레이크
- 펌프킨 시저스 (애니맥스) - 마티스
- 페어리 테일 (챔프) - 리온
- 포켓몬스터 DP (SBS) - 꼬지지 / 꼬지모
- 학원 앨리스 (투니버스) - 정우진 / 미스터 베어
- 합체용사 플러스터 (재능TV) - 바로제
- 헬로 카봇2 - 트루
- 헬로 카봇 유니버스 (SBS) - 무간
- 홍길동 어드벤처 (SBS) - 인형
- Angel Beats! - 사이토 피쉬맨
- D.N.ANGEL (애니원) - 조이
- NHK에 어서오세요 (애니맥스) - 야마자키 카오루 / 유토
- 건담 이글루 - 1년 전쟁 비록 (애니박스) - 히데토 와사야
- 가면라이더 드래건 극장판 (애니박스) - 오쿠보
- 신령사냥 (애니박스) - 마코토
- 알쏭달쏭 수수께끼? (애니박스) - 티모시
- 초성신 그란 세이저 (챔프) - 시도 켄 / 오키타
- 다카하시 루미코 극장 - 인어의 숲 (애니원)
- SUPER ROBOT MONKEY (챔프) - 치로
- 철완탐정 로보타크 (재능TV) - 로보타크
- 쿵푸팬더 전설의 마스터 (니켈로디언)
- 데스노트 (애니원) - 델리더블리
- 명탐정 코난 (투니버스) - 홍지석, 어린 시절의 브라운 박사
- 테니스의 왕자 (투니버스) - 카미오 / 슌스케
- 진격의 거인 (투니버스)- 리바이
- 사무라이 참프루 (투니버스) - 가즈노스케
- 디가타 원정대 (애니맥스) - 에릭
- 극상학생회 (챔프) - 킨죠 시로 / 남학생3
- 쪽빛보다 푸르게 (챔프), (애니원) - 하나비시 카오루
- 검볼 (카툰네트워크)
- 포켓몬스터 DP 극장판 (재능TV) - 승리 / 꼬지모
- 후로티 로봇 (재능TV) - 바나나 선생 / 산적왕
- 키마의 전설 (카툰네트워크) - 크래거
- 마기 (카툰네트워크) - 하황문
- 폭풍우 치는 밤에 Secret Friends (애니맥스) - 다브
- 마일로 머피의 법칙 (디즈니 채널) - 잭
- 신비아파트: 고스트볼의 비밀 (투니버스) - 요아힘
- 터닝메카드 W: 반다인의 비밀 (투니버스) - 무간, 크로키, 트렘A
- 프리파라 (MBC)
- 키마 (니켈로디언) -크래거
- 런닝맨 (SBS) - 팔라
- 아울 하우스 (디즈니 채널, 디즈니+) - 킹
- 후토스 잃어버린섬, 후토스 미니미니 - 시로

### 극장용 애니메이션
- 부그와 엘리엇 2 - 위니
- 요술공주 밍키: 꿈속의 윤무 - 사회자 / 넘버2
- 터보 - 킴리
- 폭풍우 치는 밤에 - 모로
- 하울의 움직이는 성 - 신하
- 스폰지밥 3D - 스폰지밥
- 쿵푸팬더 - 쟁
- 파워배틀 와치카 미니카 배틀리그: 불꽃의 질주 - 로이 / 총수
- 토마스와 친구들: 잃어버린 왕관 - 스티븐
  - 극장판 토마스와 친구들: 디젤 기관차들의 반란 - 헨리
- 원피스 필름 골드 - 타나카
- 풍뎅이뎅이 - 장군이 아저씨 / 무치
- 미니특공대X - 새미
- 극장판 콩순이: 장난감나라 대모험 - 안내 음성 B, 또봇 실버호크
- 별의 정원 - 오무
- 아기상어 올리와 윌리엄 더 무비 - 윌리엄
  - 아기상어 극장판: 사이렌 스톤의 비밀
- 런닝맨: 리벤져스 - 팔라
- 극장판 포켓몬스터 AG: 뮤와 파동의 용사 루카리오 - 프레디
- 좀비덤 극장판 1기(예정) - 좀빌

### 특촬물
- 파워레인저 매직포스 (재능TV) - 오즈 요나 (마지 옐로) (매직 옐로) (마츠모토 히로야)
- 파워레인저 캡틴포스 (챔프) - 돈 도고이어 (박사)/캡틴 그린
- 파워레인저 고버스터즈 (챔프) - 진 (진 마사토) (비트 버스터) (마츠모토 히로야)
- 파워레인저 닌자포스 (애니박스) - 오즈 요나(매직 옐로우) (마츠모토 히로야)
- 파워레인저 애니멀포스 - 가면라이더 고스트, 돈 도고이어(박사(캡틴 그린))
- 파워레인저 갤럭시포스 - 포트에트왈(마츠모토 히로야)
- 가면라이더 블레이드 (챔프, 애니원) - 시라이 코타로 (타케자이 테루노스케)
- 가면라이더 키바 (챔프, 애니원) - 제드
- 가면라이더 드라이브 (챔프, 애니원, 애니박스) - 천유영(텐쿠지 타케루)  (니시메 슌)
- 가면라이더 고스트 (챔프, 애니원, 애니박스) - 천유영(텐쿠지 타케루) (니시메 슌)

### 외화
- 마담 퐁파두르 (EBS) - 르벨
- 사랑의 마을 에버우드 (EBS) - 콜린 외
- 방귀대장 뿡뿡이 - 뿡돌이(2003년)
- 바나나를 탄 끼끼

### 영화
- 고래의 노래 (EBS) - 아빠 (드위어 브라운)
- 꼬마돼지 베이브 (EBS) - 렉스 (휴고 위빙)
- 꿈의 질주 (EBS) - 그레그 엔더스 (존 린드스트롬)
- 늑대소녀 살라 (EBS) - 마티어스 (잔네 삭셀라)
- 달려라, 타이코 (EBS) - 프레스톤 (카터 젠킨스)
- 동물 구조대 사바나 원정기 (EBS) - 바스티안 (에워트 게네만스)
- 레슬링 소년 제이스 (EBS) - 빈스 (클레오 토머스)
- 브리트니의 일상탈출 (EBS) - 에디 (라이언 벨빌)
- 온 더 라인 (SBS) - 브래디 (댄 몽고메리 주니어)
- 우정의 스트라이크 (EBS) - 켄 (조이 윌코츠)
- 우주소녀 제논 (EBS) - 제논 아빠 (로버트 커티스 브라운)
- 웨일 라이더 (SBS) - 윌리 (타웅가로아 에밀리)
- 이브는 대단해 (EBS) - 벤 (제르 번즈)
- 조니 카파할라, 눈 위의 서퍼 (EBS) - 샘 (리 톰슨 영)
- 태양의 저편 (SBS) - 살루스티아노 (루이즈 카를로스 바스콘세로스)
- 헬렌 켈러의 위대한 스승, 애니 설리번 (EBS) - 제임스 켈러 (루카스 블랙)
- 후토스 - 시로 (후토스)

### 다큐 및 교양
- 문화센터
- 우리 가족
- 스포츠 매거진 (MBC)
- 로봇파워 (EBS)
- 과학의 눈 (EBS)
- 2007.11.02 EBS 다큐10+ <불임치료, 그 현장에 가다 - 인생 최고의 선물>
- 2007.11.26 EBS 다큐10+ <패션의 역사> 제1부 로마, 토가를 휘날리다
- 2007.11.29 EBS 다큐10+ <패션의 역사> 제4부 19세기, 혁명과 유행을 만나다
- 2008.01.08 EBS 다큐10+ <요가 주식회사>
- 2008.01.22 EBS 다큐10+ <우주전쟁> 제1편 나치로켓의 비밀
- 2008.01.23 EBS 다큐10+ <우주전쟁> 제2편 지구 밖으로
- 2008.01.24 EBS 다큐10+ <우주전쟁> 제3편 최초의 우주인
- 2008.01.25 EBS 다큐10+ <우주전쟁> 제4편 달을 향하여
- 2008.03.11 EBS 다큐10+ <미국은 어디로 가고 있는가> 제2편 법정에 선 다윗, 진화론 對 지적설계론
- 2008.05.19 EBS 다큐10+ <도전! 클래식스타> 제1부 오디션
- 2008.05.20 EBS 다큐10+ <도전! 클래식스타> 제2부 새로운 청중을 만나다
- 2008.05.21 EBS 다큐10+ <도전! 클래식스타> 제3부 스튜디오 녹음
- 2008.05.22 EBS 다큐10+ <도전! 클래식스타> 제4부 결선 진출을 향해
- 2008.05.23 EBS 다큐10+ <도전! 클래식스타> 제5부 최후의 승자
- 2008.06.06 EBS 다큐10+ <아이팟의 신화, 스티브잡스처럼 생각하라>
- 2008.06.09 EBS 다큐10+ <시튼 동물기> 제1부 늑대왕, 로보
- 2008.06.26 EBS 다큐10+ <인류를 위협하는 대재앙, 화산>
- 2008.08.06 EBS 다큐10+ <고대올림픽, 경기는 시작됐다>
- 2008.09.02 EBS 다큐10+ <콜럼버스, 세계를 바꾼 탐험가 - 신대륙에 상륙한 탐험대>
- 2008.10.22 EBS 다큐10+ <도시, 예술로 다시 태어나다> 제3부 도쿄
- 2009.01.14 EBS 다큐10+ <개러스 선생님의 합창단 프로젝트 - 1년 후>
- 2009.03.04 EBS 다큐10+ <미래의 차>
- 2009.03.31 EBS 다큐10+ <제국의 건설, 이집트> 제1부 고대 이집트의 야망 피라미드, 영원의 금자탑
- 2009.04.01 EBS 다큐10+ <제국의 건설, 이집트> 제2부 고대 이집트의 야망 요새, 왕묘, 그리고 신전들
- 2009.05.19 EBS 다큐10+ <개러스 선생님의 합창단 프로젝트 - 소년이여, 노래하라> 제3부
- 2009.05.26 EBS 다큐10+ <개러스 선생님의 합창단 프로젝트 - 소년이여, 노래하라> 제4부
- 2009.07.01 EBS 다큐10+ <특별기획 우주시대> 제1부 혜성의 비밀
- 2009.07.08 EBS 다큐10+ <특별기획 우주시대> 제2부 화성탐사, 생명체를 찾아서
- 2009.07.15 EBS 다큐10+ <특별기획 우주시대> 제3부 달에 가기까지
- 2009.07.29 EBS 다큐10+ <특별기획 우주시대> 제5부 인공위성 이야기
- 2009.08.10 EBS 다큐10+ <우슈아이아 탐사대> 제1부 코스타리카와 벨리즈 1
- 2009.08.17 EBS 다큐10+ <우슈아이아 탐사대> 제2부 코스타리카와 벨리즈 2
- 2009.09.15 EBS 다큐10+ <매머드의 부활>
- 2009.11.04 EBS 다큐10+ <아코판 테푸이 - 신의 저택을 찾아서>
- 2010.01.19 EBS 다큐10+ <죽음의 바다, 베링해의 어부들> 제1부
- 2010.01.27 EBS 다큐10+ <다나킬, 세상에서 가장 뜨거운 땅> 제2부 전사 유목민, 아파르족
- 2010.02.03 EBS 다큐10+ <다나킬, 세상에서 가장 뜨거운 땅> 제3부 에르테 알레의 용암호수
- 2010.02.10 EBS 다큐10+ <고대 올림픽, 경기는 시작됐다>
- 2010.05.10 EBS 다큐10+ <불의 산, 킬라우에아>
- 2010.07.14 EBS 다큐10+ <카리브 해의 해적들> 제1부
- 2010.07.21 EBS 다큐10+ <카리브 해의 해적들> 제2부
- 2010.09.08 EBS 다큐10+ <식량전쟁 - 2050년 최악의 시나리오>
- 2011.02.26 EBS <지구촌 다큐> 이스라엘의 탄생
- 2011.06.30 EBS 다큐프라임 <호국보훈의 달 특집 - 바다를 지켜라! 이지스 구축함>
- 2012.01.05 EBS 다큐10+ <문명의 탄생과 몰락> 제5부 로마의 성장과 공화정
- 2012.01.12 EBS 다큐10+ <인간과 언어>
- 2012.01.27 EBS 다큐10+ <역사를 바꾼 과학자들> 제1부 지구 너머를 바라보다
- 2012.02.03 EBS 다큐10+ <역사를 바꾼 과학자들> 제2부 물질의 내부를 들여다보다
- 2012.02.10 EBS 다큐10+ <역사를 바꾼 과학자들> 제3부 인간의 기원을 추적하다
- 2012.02.16 EBS 다큐10+ <인류의 탄생> 제3부 호모사피엔스와 네안데르탈인
- 2012.02.17 EBS 다큐10+ <역사를 바꾼 과학자들> 제4부 에너지의 본질을 파헤치다
- 2012.02.23 EBS 다큐10+ <역사를 바꾼 과학자들> 제5부 생명의 비밀을 탐구하다
- 2012.02.24 EBS 다큐10+ <역사를 바꾼 과학자들> 제6부 인간의 본질을 탐색하다
- 2012.03.01 EBS 다큐10+ <말벌의 전사, 카야포 족>
- 2012.03.07 EBS 다큐10+ <공포의 대지진> 제1부 땅 밑에 숨은 괴물을 찾아서
- 2012.03.08 EBS 다큐10+ <공포의 대지진> 제2부 15초의 진동, 고베를 무너뜨리다
- 2012.03.09 EBS 다큐10+ <사자의 땅, 마사이의 미래>
- 2012.03.21 EBS 다큐10+ <우주 탐사의 첨병, 허블우주망원경>
- 2012.03.22 EBS 다큐10+ <1924년 에베레스트 등정기>
- 2012.03.28 EBS 다큐10+ <위기의 바다, 해양생태계를 구하라!>
- 2012.04.04 EBS 다큐10+ <지구 대탐험> 제1부 지각과 맨틀
- 2012.04.11 EBS 다큐10+ <지구 대탐험> 제2부 외핵과 내핵
- 2012.04.18 EBS 다큐10+ <제2의 지구를 찾아서>
- 2012.04.25 EBS 다큐10+ <새끼 매머드 류바>
- 2012.04.26 EBS 다큐10+ <북극항로를 개척하다, 쇄빙컨테이너선>
- 2012.04.27 EBS 다큐10+ <하늘의 곡예사 벌새>
- 2012.05.10 EBS 다큐10+ <자동차 혁명> 제1부 전기자동차
- 2012.05.16 EBS 다큐10+ <지도 전쟁> 제3부 약탈과 소유의 역사
- 2012.05.23 EBS 다큐10+ <케플러와 갈릴레이>
- 2012.05.24 EBS 다큐10+ <기업의 힘> 제1부 기업의 탄생
- 2012.05.25 EBS 다큐10+ <기업의 힘> 제2부 무한한 시장
- 2012.05.31 EBS 다큐10+ <기업의 힘> 제3부 부의 사냥
- 2012.06.01 EBS 다큐10+ <기업의 힘> 제4부 성장을 위한 갈등
- 2012.06.07 EBS 다큐10+ <기업의 힘> 제5부 위기의 순간
- 2012.06.08 EBS 다큐10+ <기업의 힘> 제6부 누가 기업을 지배하는가?
- 2012.06.14 EBS 다큐10+ <기업의 힘> 제7부 일본 기업의 약진
- 2012.06.15 EBS 다큐10+ <기업의 힘> 제8부 기업 성공의 열쇠
- 2012.06.21 EBS 다큐10+ <기업의 힘> 제9부 발전하는 중국 기업
- 2012.06.22 EBS 다큐10+ <기업의 힘> 제10부 기업의 미래
- 2012.06.27 EBS 다큐10+ <스핑크스의 수수께끼>
- 2012.07.04 EBS 다큐10+ <0.2초의 암살자 방울뱀>
- 2012.07.06 EBS 다큐10+ <첨단기술의 현장을 가다> 제1부 영국 최신예 핵잠수함 애스튜트호
- 2012.07.13 EBS 다큐10+ <첨단기술의 현장을 가다> 제2부 롤스로이스의 항공기 엔진
- 2012.07.17 EBS 다큐10+ <넬슨 만델라> 제1부 아파르트헤이트의 땅에서
- 2012.07.18 EBS 다큐10+ <넬슨 만델라> 제2부 평화와 화해를 찾아서
- 2012.07.19 EBS 다큐10+ <런던 2012, 올림픽을 준비하는 사람들>
- 2012.07.20 EBS 다큐10+ <첨단기술의 현장을 가다> 제3부 영국 방위산업체 키네틱
- 2012.07.24 EBS 다큐10+ <박지성의 새로운 선택, QPR의 모든 것>
- 2012.07.25 EBS 다큐10+ <1912년 스톡홀름, 100년 전의 올림픽>
- 2012.07.26 EBS 다큐10+ <스포츠와 인간>
- 2012.08.01 EBS 다큐10+ <자연의 기적, 물>
- 2012.08.02 EBS 다큐10+ <남극 빙하와 지구의 미래>
- 2012.08.29 EBS 다큐10+ <아프리칸 드림 - 광물자원 개발>
- 2012.09.04 EBS 다큐10+ <인간 게놈 프로젝트, 그 후 10년>
- 2012.09.05 EBS 다큐10+ <911 그 날의 생존자들>
- 2012.09.06 EBS 다큐10+ <세계무역센터를 다시 짓다>
- 2012.09.10 EBS 다큐10+ <대양의 지배자들 - 바다의 거인, 고래>
- 2012.09.12 EBS 다큐10+ <죽음을 부르는 산, K2>
- 2012.09.17 EBS 다큐10+ <대앙의 지배자들 - 생각하는 돌고래>
- 2012.09.18 EBS 다큐10+ <소행성 충돌, 그 후 24시간>
- 2012.09.24 EBS 다큐10+ <대양의 지배자들：바다의 노래>
- 2012.10.03 EBS 다큐10+ <제트맨：영국해협 횡단기>
- 2012.10.09 EBS 다큐10+ <아동성범죄와의 전쟁>
- 2012.10.10 EBS 다큐10+ <세계의 산> 제1부 몽블랑
- 2012.10.11 EBS 다큐10+ <세계의 산> 제2부 우아스카란
- 2012.10.17 EBS 다큐10+ <세계의 산> 제3부 매킨리
- 2012.10.18 EBS 다큐10+ <세계의 산> 제4부 클류쳅스카야
- 2012.11.01 EBS 다큐10+ <오바마의 백악관>
- 2012.11.05 EBS 다큐10+ <2012 미국의 선택> 제1부 버락 오바마
- 2012.11.06 EBS 다큐10+ <2012 미국의 선택> 제2부 밋 롬니
- 2012.11.13 EBS 다큐10+ <제2차 세계대전의 명장들> 제1부 스탈린그라드 전투
- 2012.11.14 EBS 다큐10+ <세계의 산> 제9부 어스파이어링
- 2012.11.15 EBS 다큐10+ <세계의 산> 제10부 빌헬름
- 2012.11.20 EBS 다큐10+ <제2차 세계대전의 명장들> 제2부 쿠르스크 전투
- 2012.11.21 EBS 다큐10+ <미국 대통령 경호실의 실체>
- 2012.11.22 EBS 다큐10+ <대학 주식회사 - 미국 영리 대학의 빛과 그림자>
- 2012.11.27 EBS 다큐10+ <제2차 세계대전의 명장들> 제3부 벌지전투
- 2012.12.05 EBS 다큐10+ <아주 특별한 동물 친구들>
- 2012.12.06 EBS 다큐10+ <중세 고딕 성당의 비밀>
- 2012.12.19 EBS 다큐10+ <세상을 바꾼 사자 이야기>
- 2012.12.20 EBS 다큐10+ <소련은 어떻게 무너졌나?>
- 2012.12.27 EBS 다큐10+ <불가능을 짓다 - 21세기 피사의 사탑>
- 2013.01.03 EBS 다큐10+ <문명의 탄생과 몰락> 1편 최초의 도시, 최초의 국가
- 2013.01.10 EBS 다큐10+ <문명의 탄생과 몰락> 2편 철기시대의 개막
- 2013.01.17 EBS 다큐10+ <문명의 탄생과 몰락> 3편 고대그리스 그리고 그리스 다운 것
- 2013.01.21 EBS 다큐10+ <오바마의 박물관>
- 2013.01.23 EBS 다큐10+ <지도 전쟁> 2편 지도와 시대정신
- 2013.01.24 EBS 다큐10+ <문명의 탄생과 몰락> 4편 알렉산드로스 대왕의 유산
- 2013.01.30 EBS 다큐10+ <지도 전쟁> 3편 약탈과 소유의 역사
- 2013.01.31 EBS 다큐10+ <문명의 탄생과 몰락> 5편 로마의 성장과 공화정
- 2013.02.05 EBS 다큐10+ <우주 폭풍> 1편 죽음의 모래바람
- 2013.02.07 EBS 다큐10+ <문명의 탄생과 몰락> 6편 팍스로마나와 기독교의 탄생
- 2013.02.12 EBS 다큐10+ <우주 폭풍> 2편 우주에서 부는 바람
- 2013.02.19 EBS 다큐10+ <우주 폭풍> 3편 태양에서 온 전자기폭풍
- 2013.02.25 EBS 다큐10+ <스티브 잡스의 메시지 - 항상 갈망하고, 우직하게 버텨라>
- 2013.02.27 EBS 다큐10+ <하늘을 나는 소방관 - 시베리아의 항공 산림 소방대>
- 2013.03.04 EBS 다큐10+ <하늘과 맞닿은 논>
- 2013.03.11 EBS 다큐10+ <대재앙 - 생사를 가른 70분>
- 2013.03.12 EBS 다큐10+ <대재앙 - 후쿠시마의 악몽>
- 2013.03.13 EBS 다큐10+ <히틀러의 비밀 병기>
- 2013.03.20 EBS 다큐10+ <특명! 댐 해체 작업>
- 2013.03.25 EBS 다큐10+ <위대한 여행자, 연어의 귀향>
- 2013.03.27 EBS 다큐10+ <위기의 바다, 해양생태계를 구하라!>
- 2013.04.03 EBS 다큐10+ <첨단 의료 시대의 삶과 죽음>
- 2013.04.16 EBS 다큐10+ <친환경 기술> 제1편 태양열발전
- 2013.04.23 EBS 다큐10+ <친환경 기술> 제3편 해양 에너지
- 2013.04.30 EBS 다큐10+ <과학수사의 함정 드라마와 다른 현실 속 CSI>
- 2013.05.13 EBS 다큐10+ <비단구렁이, 미국을 점령하다>
- 2013.05.21 EBS 다큐10+ <재생 의학의 미래>
- 2013.05.22 EBS 다큐10+ <치명적인 재앙 - 토네이도>
- 2013.06.26 EBS 다큐10+ <엘리베이터, 과연 안전한가?>
- 2013.07.02 EBS 다큐10+ <독에 관한 놀라운 진실>
- 2013.07.03 EBS 다큐10+ <스핑크스의 수수께끼>
- 2013.07.23 EBS 다큐10+ <아주 특별한 동물 친구들>
- 2013.07.24 EBS 다큐10+ <로봇 전쟁의 시대가 온다>
- 2013.07.30 EBS 다큐10+ <중세 고딕 성당의 비밀>
- 2013.07.31 EBS 다큐10+ <아시아의 경제 혁명> 제1편 태국 자동차 산업
- 2013.08.07 EBS 다큐10+ <아시아의 경제 혁명> 제2편 중동 재생에너지 산업
- 2013.08.14 EBS 다큐10+ <아시아의 경제 혁명> 제3편 인도네시아 금융 시장
- 2013.08.15 EBS 광복절 특집 <2013 역사에 길을 묻다> (해설)
- 2013.08.21 EBS 다큐10+ <아시아의 경제 혁명> 제4편 한중일 그린비지니스 경쟁
- 2013.10.09 EBS 세계의 눈 <스톤헨지 발굴 프로젝트>
- 2013.10.16 EBS 세계의 눈 <남아공의 검은 표범을 찾아서>
- 2013.11.13 EBS 세계의 눈 <존.F케네디 암살사건>
- 2013.11.27 EBS 세계의 눈 <치명적인 재앙 - 지진>
- 2013.12.03 EBS 세계의 눈 <고대 아테네의 영광> 제1편 마라톤 전투
- 2013.12.04 EBS 세계의 눈 <고대 아테네의 영광> 제2편 살라미스 해전
- 2013.12.10 EBS 세계의 눈 <대양의 지배자들 : 1부 바다의 거인, 고래>
- 2013.12.11 EBS 세계의 눈 <우리 눈이 보지 못하는 세상> 제1편 보이지 않는 세상의 힘
- 2013.12.17 EBS 세계의 눈 <대양의 지배자들 : 2부 생각하는 돌고래>
- 2013.12.18 EBS 세계의 눈 <우리 눈이 보지 못하는 세상> 제2편 공기에 숨은 세상
- 2013.12.24 EBS 세계의 눈 <대양의 지배자들 : 3부 바다의 노래>
- 2013.12.25 EBS 세계의 눈 <우리 눈이 보지 못하는 세상> 제3편 물속에 숨은 세상
- 2014.03.25 EBS 다큐 오늘 <브라마푸트라 / 수달과 함께 낚시를> (해설)
- 2014.05.04 EBS 세계의 산 <빌헬름>
- 2014.06.30 EBS 다큐 오늘 <오, 놀라워라~ 바퀴> (해설)
- 2014.07.01 EBS 다큐 오늘 <바퀴 사용법> (해설)
- 2014.07.02 EBS 다큐 오늘 <바퀴의 일생> (해설)
- 2014.07.03 EBS 다큐 오늘 <if 백두산이 폭발한다면...?> (해설)
- 2014.08.18 EBS 다큐 오늘 <곤충, 그들만의 생존무대> (해설)
- 2014.08.19 EBS 다큐 오늘 <곤충, 그들만의 생존경쟁> (해설)
- 2014.08.20 EBS 다큐 오늘 <1% 나비가 될 확률> (해설)
- 2014.08.27 EBS 다큐 오늘 <곤충, 최고의 전략가> (해설)
- 2014.09.22 EBS 다큐 오늘 <야구공을 쫓아라> (해설)
- 2014.09.23 EBS 다큐 오늘 <홈런의 비밀> (해설)
- 2014.09.24 EBS 다큐 오늘 <척추동물, 그 최초의 모습을 찾아서> (해설)
- 2014.09.28 EBS 일요필러 2 <줄리아드 사람들 - 우리는 하나!>
- 2014.10.05 EBS 일요필러 2 <줄리아드 사람들 - 예술가들!>
- 2014.10.12 EBS 일요필러 2 <줄리아드 사람들 - 꿈과 현실>
- 2014.11.10 EBS 다큐 오늘 <한반도의 공룡 Ⅰ> (해설)
- 2014.11.11 EBS 다큐 오늘 <한반도의 공룡 Ⅱ> (해설)
- 2014.11.12 EBS 다큐 오늘 <한반도의 매머드 Ⅰ> (해설)
- 2014.11.13 EBS 다큐 오늘 <한반도의 매머드 Ⅱ> (해설)
- 2015.02.15 EBS 세계의 눈 <신기한 자연> 1부 쥐 떼의 창궐과 고래의 떼죽음
- 2015.02.21 EBS 세계의 눈 <생체 인식 기술, 어디까지 왔나?>
- 2015.02.22 EBS 세계의 눈 <신기한 자연> 2부 야광바다와 싱크홀
- 2015.02.28 EBS 세계의 눈 <21세기형 첩보원> 1부
- 2015.03.01 EBS 세계의 눈 <21세기형 첩보원> 2부
- 2015.03.08 EBS 세계의 눈 <대재앙 - 생사를 가른 70분>
- 2015.04.04 EBS 세계의 눈 <하늘과 맞닿은 논>
- 2015.04.11 EBS 세계의 눈 <공포의 회오리바람, 토네이도>
- 2015.04.19 EBS 세계의 눈 <자폐증 소년의 희망편지>
- 2015.05.09 EBS 세계의 눈 <신기한 자연> 1부 별난 자식 사랑
- 2015.05.16 EBS 세계의 눈 <신기한 자연> 2부 성가신 이웃의 귀환
- 2015.05.23 EBS 세계의 눈 <신기한 자연> 3부 초능력을 타고난 동물들
- 2015.05.24 EBS 세계의 눈 <위기의 지구> 1부 지구 온난화
- 2015.05.31 EBS 세계의 눈 <위기의 지구> 2부 초대형 지진
- 2015.06.07 EBS 세계의 눈 <위기의 지구> 3부 화산 폭발
- 2015.06.14 EBS 세계의 눈 <위기의 지구> 4부 슈퍼 태풍
- 2015.07.05 EBS 세계의 눈 <자연의 기적, 물>
- 2015.07.24 EBS 금요필러 <다시 보는 미국 - 푸드 머신>
- 2015.07.31 EBS 금요필러 <다시 보는 미국 - 메이드 in USA>
- 2015.08.07 EBS 금요필러 <다시 보는 미국 - 에너지 시스템 (1)>
- 2015.08.09 EBS 세계의 눈 <로빈 윌리엄스>
- 2015.08.22 EBS 세계의 눈 <슈퍼태풍, 도시를 삼키다>
- 2015.08.29 EBS 세계의 눈 <책의 미래>
- 2015.09.12 EBS 세계의 눈 <911을 넘어서 세계무역센터>
- 2015.09.21 EBS 다큐 오늘 <그 많던 고등어는 어디로 갔을까?> (해설)
- 2015.09.22 EBS 다큐 오늘 <그 많던 명태는 어디로 갔을까?> (해설)
- 2015.09.23 EBS 다큐 오늘 <대구의 귀환> (해설)
- 2015.09.24 EBS 다큐 오늘 <바다로 돌아온 두 청년> (해설)
- 2015.10.10 EBS 금요필러 <다시 보는 미국 - 에너지 시스템>
- 2015.11.22 EBS 세계의 눈 <드론의 시대>
- 2015.12.06 EBS 세계의 눈 <두 황제의 무덤>
- 2015.12.12 EBS 세계의 눈 <우리 눈이 보지 못하는 세상, 공기에 숨은 세상>
- 2016.01.09 EBS 세계의 눈 <미국의 총기규제 논쟁>
- 2016.01.31 EBS 세계의 눈 <총기난사 사건의 실체>
- 2016.02.13 EBS 세계의 눈 <자원의 미래 - 도시 광산업>
- 2016.02.20 EBS 세계의 눈 <재앙의 재구성 - 패딩턴 열차사고>
- 2016.02.27 EBS 세계의 눈 <재앙의 재구성 - 케이블카 충돌사고>
- 2016.03.20 EBS 세계의 눈 <사자와 친구가 되는 법>
- 2016.04.23 EBS 세계의 눈 <위기의 지구 - 초대형 지진>
- 2016.04.24 EBS 세계의 눈 <위기의 지구 - 화산 폭발>
- 2016.04.30 EBS 세계의 눈 <의학 혁명 알레르기>
- 2016.05.21 EBS 세계의 눈 <생매장의 공포, 싱크홀>
- 2016.06.04 EBS 세계의 눈 <진화의 역사 - 우리에게 눈이 생기기까지>
- 2016.06.11 EBS 세계의 눈 <진화의 역사 - 모성애가 생기기까지>
- 2016.06.18 EBS 세계의 눈 <진화의 역사 - 지능이 생기기까지>

### 라디오
- 명랑특급 (SBS 러브FM)
- 라디오 역사극장 (EBS)
- 2003.03.07 ~ 2003.03.08 EBS 라디오 문학관 - 오상원 作 모반
- 2003.03.10 ~ 2003.03.15 EBS 라디오 문학관 - 송기숙 作 암태도
- 2003.04.07 ~ 2003.04.19 EBS 라디오 문학관 - 한설야 作 황혼 (주임)
- 2003.04.21 ~ 2003.05.03 EBS 라디오 문학관 - 채만식 作 탁류
- 2003.05.19 ~ 2003.05.24 EBS 라디오 문학관 - 김남일 作 청년일기
- 2003.05.26 ~ 2003.05.31 EBS 라디오 문학관 - 김남천 作 대하 (형걸)
- 2003.06.16 ~ 2003.06.28 EBS 라디오 문학관 - 이기영 作 고향
- 2003.07.14 ~ 2003.07.26 EBS 라디오 문학관 - 최수철 作 고래 뱃속에서
- 2003.07.28 ~ 2003.08.09 EBS 라디오 문학관 - 안수길 作 북간도
- 2003.08.11 ~ 2003.08.23 EBS 라디오 문학관 - 이문열 作 사람의 아들
- 2003.10.02 ~ 2003.10.04 EBS 라디오 문학관 - 이범선 作 오발탄
- 2003.10.27 ~ 2003.10.29 EBS 라디오 문학관 - 최일남 作 흐르는 북 (성규)
- 2004.02.09 ~ 2004.02.11 EBS 라디오 문학관 - 오영수 作 갯마을
- 2004.02.26 ~ 2004.02.28 EBS 라디오 문학관 - 주요섭 作 사랑 손님과 어머니 (손님)
- 2004.04.10 ~ 2004.04.12 EBS 라디오 삼국지 - 소패왕 손책 편 (신하 4)
- 2004.04.13 ~ 2004.04.21 EBS 라디오 삼국지 - 여포의 최후 편 (신하 3, 손건, 고순)
- 2004.04.22 ~ 2004.04.24 EBS 라디오 삼국지 - 조조와 유비 편 (농부)
- 2004.04.26 ~ 2004.04.28 EBS 라디오 삼국지 - 태의 길평 편 (진경동)
- 2004.04.29 ~ 2004.05.04 EBS 라디오 삼국지 - 관우 오관 돌파 편 (손건)
- 2004.05.13 ~ 2004.05.18 EBS 라디오 삼국지 - 제갈공명 편 (황승언)
- 2004.08.14 ~ 2004.08.20 EBS 라디오 삼국지 - 출사표 편 (유선, 부관, 강유, 사마의, 병사1)
- 2004.08.21 ~ 2004.08.28 EBS 라디오 삼국지 - 오장원 편 (유선, 강유, 장수 2)
- 2004.12.30 ~ 2005.01.01 EBS 라디오 문학관 - 황석영 作 삼포가는 길
- 2005.01.03 ~ 2005.01.05 EBS 라디오 문학관 - 박경리 作 불신시대
- 2005.01.06 ~ 2005.01.08 EBS 라디오 문학관 - 한승원 作 앞산도 첩첩하고
- 2005.01.17 ~ 2005.01.19 EBS 라디오 문학관 - 오정희 作 중국인 거리
- 2005.01.20 ~ 2005.01.22 EBS 라디오 문학관 - 이문구 作 우리동네 김씨
- 2005.01.24 ~ 2005.01.29 EBS 라디오 문학관 - 조정래 作 유형의 땅
- 2005.02.03 ~ 2005.02.05 EBS 라디오 문학관 - 이동화 作 파편
- 2005.02.07 ~ 2005.02.09 EBS 라디오 문학관 - 송기숙 作 당제
- 2005.02.10 ~ 2005.02.12 EBS 라디오 문학관 - 임철우 作 사평역
- 2005.02.14 ~ 2005.02.16 EBS 라디오 문학관 - 윤정모 作 밤길
- 2005.02.17 ~ 2005.02.19 EBS 라디오 문학관 - 양귀자 作 원미동 시인
- 2005.02.21 ~ 2005.02.26 EBS 라디오 문학관 - 이문열 作 우리들의 일그러진 영웅
- 2005.02.28 ~ 2005.03.02 EBS 라디오 문학관 - 셰익스피어 作 베니스의 상인
- 2005.03.03 ~ 2005.03.05 EBS 라디오 문학관 - 토마스 하디 作 아내
- 2005.03.10 ~ 2005.03.12 EBS 라디오 문학관 - 서머셋 모옴 作 어머니
- 2005.03.14 ~ 2005.03.16 EBS 라디오 문학관 - 맨스 필드 作 가든 파티
- 2005.03.21 ~ 2005.03.26 EBS 라디오 문학관 - 조지 오웰 作 동물농장 - 스퀼러, 비둘기
- 2005.03.31 ~ 2005.04.02 EBS 라디오 문학관 - 고골리 作 외투
- 2005.04.04 ~ 2005.04.09 EBS 라디오 문학관 - 투르게네프 作 첫사랑
- 2005.04.14 ~ 2005.04.16 EBS 라디오 문학관 - 안톤 체호프 作 귀여운 여인
- 2005.04.18 ~ 2005.04.21 EBS 라디오 문학관 - 도스토 예프스키 作 지하로부터의 수기
- 2005.05.04 ~ 2005.05.07 EBS 라디오 문학관 - 모파상 作 비계덩어리
- 2005.06.16 ~ 2005.06.18 EBS 라디오 문학관 - 헤밍웨이 作 킬리만자로의 눈
- 2005.07.11 ~ 2005.07.13 EBS 라디오 문학관 - 슈니츨러 作 구스톨 소위
- 2005.07.16 EBS 라디오 문학관 - 하인리히뵐 作 방랑자여 슈파로 오려는가
- 2005.07.25 ~ 2005.07.28 EBS 라디오 문학관 - 세르반테스 作 세비야의 건달들
- 2005.08.01 ~ 2005.08.04 EBS 라디오 문학관 - 루쉰 作 아Q정전
- 2005.08.08 ~ 2005.08.10 EBS 라디오 문학관 - 나쓰메 소세키 作 몽십야
- 2005.08.24 ~ 2005.08.27 EBS 라디오 문학관 - 치누아 아체베 作 전쟁터의 소녀들
- 2005.09.26 ~ 2005.09.29 EBS 라디오 문학관 - 채만식 作 레디메이드 인생
- 2005.10.14 ~ 2005.10.15 EBS 라디오 문학관 - 박종화 作 아랑의 정조
- 2005.10.20 ~ 2005.10.22 EBS 라디오 문학관 - 이태준 作 복덕방
- 2005.10.24 ~ 2005.10.26 EBS 라디오 문학관 - 정비석 作 성황당
- 2005.10.27 ~ 2005.10.29 EBS 라디오 문학관 - 이광수 作 무명
- 2005.10.31 ~ 2005.11.02 EBS 라디오 문학관 - 최명익 作 장삼이사
- 2005.11.03 ~ 2005.11.05 EBS 라디오 문학관 - 황순원 作 독짓는 늙은이
- 2005.11.07 ~ 2005.11.09 EBS 라디오 문학관 - 안수길 作 제 3 인간형
- 2005.11.10 ~ 2005.11.12 EBS 라디오 문학관 - 오상원 作 유예
- 2005.11.17 ~ 2005.11.19 EBS 라디오 문학관 - 송병수 作 쇼리 킴 (딱부리)
- 2005.12.08 ~ 2005.12.10 EBS 라디오 문학관 - 김정한 作 모래톱 이야기
- 2005.12.15 ~ 2005.12.17 EBS 라디오 문학관 - 이청준 作 병신과 머저리
- 2005.12.19 ~ 2005.12.24 EBS 라디오 문학관 - 홍성원 作 폭군
- 2005.12.27 ~ 2005.12.29 EBS 라디오 문학관 - 김원일 作 어둠의 혼
- 2008.03.31 ~ 2008.04.05 EBS 고전극장 - 옹고집전 (사미승, 사또)
- 2008.04.07 ~ 2008.04.12 EBS 고전극장 - 이춘풍전 (훈장, 선비, 호조)
- 2008.04.14 ~ 2008.04.19 EBS 고전극장 - 배비장전 (사내)
- 2008.06.23 ~ 2008.06.28 EBS 고전극장 - 임진록 (송상헌, 유극량)
- 2008.07.28 ~ 2008.08.09 EBS 고전극장 - 계축일기 (우상, 도둑2)
- 2012.06.04 ~ 2012.06.15 EBS 라디오 소설 - 이순원 作 그가 걸음을 멈추었을 때 (젊은 도근, 도근)
- 2012.09.24 ~ 2012.10.05 EBS 라디오 소설 - 이광수 作 무정 (배학감)
- 2012.10.22 ~ 2012.11.16 EBS 라디오 소설 - 박태원 作 천변풍경 (창수 父)
- 2012.12.17 ~ 2013.01.11 EBS 라디오 소설 - 뒤마 피스 作 춘희 (친구)
- 2013.02.04 ~ 2013.02.22 EBS 라디오 소설 - 천명관 作 나의 삼촌 브루스리 (아버지, 남자1, 우체부)
- 2014.07.03 ~ 2014.07.12 EBS 라디오 인물열전 - 김수영 편 (박목월 外)
- 2014.07.17 ~ 2014.07.26 EBS 라디오 인물열전 - 로버트 카파 편 (헤밍웨이 外)
- 2014.07.31 ~ 2014.08.09 EBS 라디오 인물열전 - 유일한 편 (서재필 外)
- 2014.09.29 ~ 2014.10.04 EBS 낭독A - 조정래 作 유형의 땅
- 2014.10.06 ~ 2014.10.11 EBS 낭독A - 홍성원 作 폭군
- 2015.01.05 ~ 2015.01.31 EBS 낭독A - 정찬주 作 천강에 비친 달

### 오디오 드라마
- 열아홉 스물하나 (夜海) (카페 사장)
- 와일드 (耳音) (최경호)
- Nameless Black & White Christmas
- 말할 수 없는 남매 (Voice Story) (오준혁)

### 게임
- 베인글로리 - 오조
- 사이퍼즈 - 클리브
- 오버워치 - 훈련용 봇
- 사이킥 포스 2012 - 키스 에반스

### 광고
- 농심 사발면
- 대림산업 / 고려개발 E편한세상
- 아이세움(바이러스에서 살아남기)
- 해태제과 젤루조아

### 기타
- 딩동댕 유치원 (EBS) - 뚝식이
- 정재헌의 호락호락 Radio DVD Vol.3 (호락)

## 가족
- 부모님, 누나, 아내, 아들(2003년생, 양띠)